# 沢井余志郎
沢井 余志郎（さわい よしろう、1928年（昭和3年）8月3日 - 2015年（平成27年）12月16日）は、三重県四日市市在住の反公害記録家。漢字では澤井 余志郎とも表記される。東亜紡織株式会社の企業内文学者。弟は映画監督の澤井信一郎。

## 経歴

### 東亜紡織に勤務していた時代
1928年（昭和3年）静岡県浜松市周辺の雄踏町に生まれる。学歴は高等小学校卒業。その後に浜松工業学校（静岡県立浜松工業高等学校）紡織学科を卒業した。浜松工業学校紡織学科では紡績産業の知識と繊維工業の工業技術を学習した。繊維業界で活躍したいと大志を抱いた沢井は、昭和20年代に将来性のあった大手繊維企業の東亜紡織（後のトーア紡コーポレーション）に入社し、泊工場の染織部門に配属され、染織部門の片番の責任者を務める。東亜紡織の係長業務の傍ら、文化活動として、1949年（昭和24年）6月に東亜紡績泊工場内に以下のサークルを結成した。
サークル活動
1. 音楽サークル
2. 演劇サークル
3. 文学サークル
4. 映画サークル

無着成恭編集の『山びこ学校』を読んで啓発されていた。10代と20代の若い女性労働者である若い女工たちと共に「生活を記録する会」を発足させて、女工と東亜紡績の工場労働者の文化活動である東亜紡織泊工場内のサークル活動の中心的人物となった。「生活を記録する会」は後に労文文学サークルである労働文学サークルとなり、別名「労働文学山びこ学校」と呼ばれた。女性労働者の出身地は、伊那谷（長野県出身者が多かった）から四日市へ、農村の貧困家庭出身者が多かった彼女らが、農村の貧しい家庭の収入を補うために、東亜紡織泊工場に中学卒業の「金の卵」として就職してきた。多くの若い娘たちの様々な悩みの相談相手になった。仕事問題の悩み・経済問題の悩み・教育問題の悩み・男女問題の悩み・社会主義思想として農村の貧困の意味・工場労働の仕組み・労働問題について・経済構造の研究・資本主義と社会主義など貧富の差でおきる格差問題などの経済思想や近代社会の矛盾を女工と共に語り合い、貧困問題を解決する目的の生活を記録する会は後に、文集の「私の家」、「私のお母さん」、「母の歴史」、「新しい愛情」を次々と発行した。集団の創作劇である『明日を紡ぐ娘たち』（劇団の「三期会」による上演）も成功させた。
以上の作品は無着成恭・清水幾太郎や文学者の批評を得る一方で、劇作家の木下順二・評論家の鶴見和子・作家の野間宏ら文化人に大いに作品評価をされて、文化人の足を東亜紡織泊工場まで運ばせる事にもなった。4つの文集と木下順二らの体験談は1954年（昭和29年）に『母の歴史―日本の女の一生』、1956年（昭和31年）に「仲間のなかの恋愛」として河出書房から出版されたことで日本中に有名となった。しかし以上の文化活動や文筆業などの作家活動が間接的な原因となって、東亜紡績の経営者の逆鱗に触れて反企業行為として、沢井は「解雇通知」を受ける。

### 反公害運動（公害記録人）
1954年（昭和29年）からは東亜紡績株式会社の解雇を無効とする解雇無効訴訟をしながら四日市の地区労事務所の事務局員として勤務。解雇後の生計を立てた。1963年（昭和38年）に四日市市南部の工業地域で発生した四日市ぜんそくなどの反公害運動に参加した。沢井は1966年（昭和41年）7月10日、四日市ぜんそくの苦しさから自殺した四日市公害患者の追悼集会で、患者の1人だった元磯津地区の漁協組合長から一喝された。「組合長は支援しよう」という沢井に、「公害患者の苦しみを知っているのか」と問いかけた発言が、公害問題にのめり込むきっかけになった。 カメラと録音機を携帯して三重県立塩浜病院に通った。息をしながらゼイゼイ苦しむ公害患者を見て、沢井のカメラを持つ手が震えた。「四日市公害の歴史を記録するため、何度も患者から話を聞き、何枚も写真を撮った。昔は記録を保存する意識はなかったが、結果的に公害の歴史を伝えることになった」と発言した。
1968年（昭和43年）に「四日市公害を記録する会」を設立した。1971年（昭和46年）に「四日市公害と戦う市民兵の会」に加入して、四日市ぜんそくの公害患者の支援活動をした。2007年（平成19年）に『四日市公害市民運動記録集』全4巻を編集して四日市公害を記録する会の本を刊行する。昭和20年代には四日市市民など全国の住民が仕事や生活を記録する「生活綴（つづ）り方運動」が活発だったので四日市ぜんそくによる公害問題を記録しようと考えた。公害記録人として沢井は一番被害が多かった塩浜地区の漁師町である磯津地区を取材するようになった。公害に苦しむ漁師たちはうさんくさそうだなと思い「日本社会党や日本共産党の革新陣営の選挙目当ての住民であろう」と言った。「おまえは四日市公害を何も知らんじゃろう。塩浜病院で見てみろ」と怒鳴られたので空気清浄機があった病室付きの塩浜病院に行った。病室中に呼吸の苦しさから発作を起こす人がいた。公害前は健康で、いい人が多かった漁師がなぜ病気でひどいめにあうのか、許せないと強く思った。
その後、1980年（昭和55年）3月に、「生活を記録する会」の娘たちが20年ぶりに四日市に里帰りをした際、結婚して主婦となった彼女たちが言った「四日市は急激に変化をした。河川も伊勢湾も公害による環境汚染で濁っているし、伊勢湾での海水浴もできなくなった。四日市市は精神的生活や自然環境など心が貧しくなった」とのことばに沢井はショックを受けた。
その結果、沢井は一生懸命努力して反公害を記録をまとめ、1984年（昭和59年）沢井が編集した『くさい魚とぜんそくの証文 公害四日市の記録文集』が、はる書房から出版された。鶴見和子と田尻宗昭の2人が序文を寄稿したこの書物は、四日市公害に苦しむ磯津漁民の記録であり、四日市ぜんそくなど四日市公害患者や平田佐矩・田中覚・九鬼喜久男・前川辰男などの政治家や、石原産業・三菱化学・中部電力・昭和石油などの四日市コンビナートの企業関係者の生々しい声を編集した記録集である。沢井は四日市公害訴訟を津地方裁判所に提訴した際に、原告全員が揃って記念撮影をした。沢井が撮影した場面が最初で最後の1回きりとして、全員が揃った写真であった。
四日市公害の事を一番知っていると新聞記者から言われて、沢井は四日市公害が始まってから、1日も休まず自分からペンを取りガリ版をきり、四日市ぜんそくを記録し続けた。労働や苦楽を共にした戦友の田尻宗昭は「自分でもうけるとはこう云う事でないか、その見本が沢井さんである」「沢井さんは、四日市公害が生んだ歴史的遺産である」と最大級の絶賛をした。
沢井は平成に入っても、日本全国の大学生や四日市市民や三重県民に反公害を教育をする、四日市公害の語り部として活躍をして、2011年（平成23年）には東海テレビ制作のドキュメンタリー『青空どろぼう』の主演となった。沢井はその中で「もしあの公害裁判を前川辰男議員たちが原告を動かしてやってくれなかったら、あるいは敗訴していたら四日市の人たちはひどいめにあっていたと思う。」「四日市公害裁判は日本の公害対策を根本的に改革する事件であり、それを四日市コンビナートの企業の人が知らないのは問題である。今は四日市コンビナートと公害患者は敵対関係ではなくて、四日市を良くするために共存していきたい」と述べた。
2015年（平成27年）12月16日、心不全のため死去。

## 著書
- 『くさい魚とぜんそくの証文―公害四日市の記録文集』（はる書房、1984年）
- 『紡績女子工員生活記録集』（全7巻、日本図書センター、2002年）
- 『「四日市公害」市民運動記録集』（全4巻、日本図書センター、2007年）など多数。